# Apocyclops procerus
Apocyclops procerus – gatunek widłonoga z rodziny Cyclopidae. Opisał go w 1955 roku niemiecki zoolog Hans Volkmar Herbst, nadając mu nazwę Cyclops procerus.